# Nævomatose basocellulaire
 Mise en garde médicale
La nævomatose basocellulaire est une maladie génétique se manifestant par des petites tuméfactions de la peau : kératokystes (en) des mâchoires commençant entre 10 et 20 ans ou des nævi basocellulaires commençant entre 20 et 30 ans.
Près de 60 % des individus ont un aspect de visage en commun : macrocéphalie, front saillant, visage grossier et milium du visage. La plupart des malades sont porteurs de côtes bifides ou d'anomalies des vertèbres. Des calcifications de la faux du cerveau sont retrouvées dans plus de 90 % des cas après 20 ans.
Des fibromes cardiaques ou ovariens se rencontrent respectivement dans 2 à 20 % des malades. 5 % des enfants développeront un médulloblastome avec un maximum à l'âge de 2 ans. L'espérance de vie de ces malades n'est pas diminuée.

## Sources
- (en) D Gareth Evans, Peter A Farndon, Nevoid Basal Cell Carcinoma Syndrome In GeneTests: Medical Genetics Information Resource (database online). Copyright, University of Washington, Seattle. 1993-2005